# 아냐 (이탈리아)
아냐(이탈리아어: Agna)는 이탈리아 베네토주 파도바도에 있는 코무네(기초 자치체)이다.